# Попытки отменить результаты президентских выборов в США 2020 года
После победы Джо Байдена на президентских выборах в США в 2020 году действующий на тот момент президент Дональд Трамп и часть его сторонников предприняли несколько попыток отменить результаты выборов. Кульминацией этих усилий стал захват Капитолия. Неделю спустя Трампу был объявлен второй импичмент за подстрекательство к мятежу. Однако, Трамп был оправдан Сенатом, так как решение не набрало необходимых двух третей голосов. В июне 2022 года Специальный комитет Палаты представителей событиям 6 января заявил, что у него достаточно доказательств, чтобы порекомендовать Министерству юстиции США предъявить Трампу обвинение. Десять лидеров ультраправых группировок Proud Boys и Oath Keepers, участвовавших в захвате Капитолия, позже были осуждены за подстрекательство к мятежу за участие в нападении на Капитолий.
Трамп и его сторонники потребовали от руководителей Министерства юстиции оспорить результаты выборов. Однако, генеральный прокурор США, директор Национальной разведки и директор Агентства кибербезопасности и безопасности инфраструктуры, а также некоторые сотрудники предвыборного штаба Трампа, отклонили эти претензии. Суды штатов и федеральные судьи, представители избирательных комиссий и губернаторы штатов также решили, что претензии необоснованны.
Часть сторонников Трампа, включая главу администрации Трампа Марка Медоуза, и его личного адвоката Руди Джулиани и нескольких республиканских законодателей из Палаты представителей, попыталась сохранить Трампа у власти юридическими методами. На уровне штатов они пытались повлиять на законодательные собрания штатов, чтобы те изменили свои голоса или отсрочили подтверждение результатов голосования выборщиков в Капитолии. На национальном они уровне продвигали идею о том, что вице-президент Майк Пенс имеет право отказаться удостоверять результаты выборов. Ими был разработан заговор, в рамках которого были составлены и присланы в Вашингтон списки выборщиков, отдававшие свои голоса Трампу, в тех штатах, где победил Байден, но кампания Трампа предполагала неподтвердившиеся впоследствии нарушения.
Команда юристов Трампа подала 63 иска, оспаривающих процессы голосования, подсчета голосов и их сертификации в нескольких штатах, но ни один из них не был решен в пользу Трампа.
После поражения в судах Трамп публично продолжал настаивать на том, что выборы были сфальсифицированны. В августе 2022 года Трамп публично заявил, что либо он должен быть объявлен президентом, либо новые выборы должны быть проведены немедленно. Некоторые сторонники Трампа продолжают попытки оспорить результаты выборов, настаивая на принятии резолюций законодательным собранием штатов и новых судебных процессах. Это вызывает обеспокоенность у правоведов тем, что общественное доверие к демократии может быть подорвано, а это может стать основой для необоснованного оспаривания результатов будущих выборов.

## Предыстория

### Обвинения Трампа в фальсификации выборов 2012 года
После президентских выборов 2012 года, на которых действующий президент от демократов Барак Обама обошёл республиканца Митта Ромни, Трамп написал в Твиттере, что «коллегия выборщиков — это катастрофа для демократии», а также, что выборы были «полной фикцией» и что Соединённые Штаты никогда не являлись «демократией».

### Обвинения Трампа в фальсификациях против него на выборах 2016 года
Во время своей кампании 2016 года Трамп неоднократно заявлял, что выборы будут сфальсифицированы. Во время республиканских праймериз, после того как Трамп проиграл Теду Крузу в Айове, Трамп заявил, что Круз «украл» эти выборы, якобы распространив ложный слух за несколько минут до начала голосования. В финальных дебатах против Хиллари Клинтон Трамп поставил под сомнение, что точно смириться с результатами выборов, если проиграет. Его комментарий вызвал шумиху в СМИ, которые обвиняли его в угрозе демократии. На следующий день Трамп вернул свои слова, сказав, что согласиться с результатом выборов, но оставит за собой право оспорить сомнительный результат через юридический иск. Он также добавил, что однозначно примет результаты выборов, если он выиграет.
В итоге Трамп выиграл выборы, но получил меньше голосов, чем Хиллари Клинтон. Уже на посту президента он без доказательств сказал, что получил больше голосов, «если вычесть миллионы людей, проголосовавших незаконно». По его словам, за Хиллари голос отдали четыре миллионов нелегальных иммигрантов.

### Сомнения в том, что Трамп смирится с поражением на выборах в 2020 году
В ходе предвыборной кампании Трамп указывал в интервью, выступлениях, а также, в постах в Твиттере, что может отказаться признать итоги выборов, если потерпит поражение. В июле 2020 года Трамп отказался сообщить, смириться ли с результатом выборов в случае поражения, когда Крис Уоллес на канале Fox News спросил об этом его напрямую. Трамп также предлагал отложить президентские выборы из-за пандемии COVID-19 до тех пор, пока американцы не смогут проголосовать «правильно, надежно и безопасно». 
Трамп неоднократно заявлял, что единственный способ, по которому он видит свое поражение — это прямая их фальсификация. Он неоднократно отказывался взять на себя обязательство обеспечить мирную передачу власти в случае проигрыша. Голосование по почте и вовсе называл мошенничеством.
Многие республиканцы в Конгрессе говорили, что убеждены в необходимости мирной передаче власти, хоть и отказывались критиковать Трампа за его комментарии. 24 сентября Сенат единогласно принял резолюцию, подтверждающую приверженность Сената мирной передаче власти.

## Отказ признать поражение на выборах 2020 г

Специалист по проверке фактов от CNN Дэниел Дейл обнаружил, что с покидания поста президента до 9 июня 2021 года Трамп опубликовал 132 письменных заявления. Из них треть содержала обвинения в фальсификации выборов. По остальным вопросам он высказывался меньше.

После того, как 7 ноября о победе Байдена на выборах заявили СМИ, Трамп отказался признать их результат.
В течение нескольких месяцев между выборами и днем инаугурации команда Трампа предприняла многочисленные попытки отменить результаты выборов. Сторонники Трампа подавали судебные иски, призвали власти штатов отменить результаты выборов в пределах их юрисдикции, требовали от Министерства юстиции проверить каждое неподтвержденное заявления о фальсификации выборов и работали с союзниками в Конгрессе.
После ухода с поста Трамп продолжает настаивать на том, что он выиграл выборы 2020 года. Сообщается, что ему не нравится обращение «бывший президент», поэтому в его официальных заявлениях он упоминает себя как «45-й президент» или просто «45-й». Его новый веб-сайт имеет доменное имя: www.45office.com. Во время своих публичных выступлений он продолжает заявлять, что проиграл только из-за массовых фальсификаций на выборах, называя выборы 2020 года аферой века и даже преступлением.

### Раскол в президентской администрации
Директор по коммуникациям в Белом Доме, Хоуп Хикс, посоветовала Трампу признать поражение и «двигаться дальше». Трамп ответил, что никто его не сможет переубедить.
Советница Трампа, Келлиэнн Конуэй, также в частном порядке посоветовала Трампу смириться с потерей. В ответ, он посоветовал «вернуться к своему сумасшедшему мужу». Мэтью Поттинджер, помощник Трампа по политике в отношении Китая, быстро ушёл в отставку в знак протеста. За ним последовали по крайней мере пять других высокопоставленных помощников по внешней политике, а также, министр транспорта Элейн Чао и министр образования Бетси Девос.

### Теории заговора
Среди сторонников Трампа начали распространяться многочисленные теории заговора. Одна из них обвиняла в фальсификации выборов венгерского бизнесмена еврейского происхождения Джорджа Сороса. Другая теория заговора «Italygate» утверждала, что выборы были сфальсифицированы в пользу Байдена посольством США в Риме с использованием спутников для удаленного переключения голосов с Трампа на Байдена. Конгрессмен-республиканец Скотт Перри отправил главе администрации Белого дома Марку Медоузу сообщение со ссылкой на Ютуб-конспиролога, защищавшего эту теорию заговора. Позже Медоуз отправил видео по электронной почте в Министерство юстиции США с просьбой провести расследование.
Теории заговора имели несколько источников. Некотрые озвучивались лично Трампом. Другие продвигались новостными организациями правого толка, такими как One America News Network (OANN), Newsmax и The Gateway Pundit, а также комментаторами такими как Шоном Хэннити. Попытки Facebook и других основных социальных сетей ограничить группы, распространяющие ложные заявления о выборах, привели к всплеску популярности Parler, альтернативной социальной сети, что пользуется популярностью у аудитории правого толка.

## Ноябрь 2020

### Чистка в команде Трампа
После того, как подсчет голосов указал на победу Байдена, администрация Трампа начала так называемую «послевыборную чистку». Более десятка недостаточно лояльных чиновников были либо уволены, либо склонены к отставке, а затем, были заменены сторонниками Трампа. 9 ноября был уволен министр обороны Марк Эспер. Начальник штаба Министерства обороны США Джен Стюарт был заменен бывшим сотрудником представителя Девина Нуньеса. Кристофер П. Майер, глава оперативной группы Пентагона по операции против ИГИЛ, был уволен, а оперативная группа расформирована под предлогом того, что Исламское государство де-факто было полностью уничтожено.
После того, как директор Агентства кибербезопасности и безопасности инфраструктуры Крис Кребс опроверг обвинения Трампа в мошенничестве при голосовании, Трамп уволил и его вместе с несколькими ключевыми подчиненными.
Была уволена также заместитель администратора Агентства США по международному развитию Бонни Глик. Должность оставалась вакантной, а исполняющим обязанности стал сторонник Трампа Джон Барса.
Климатолог Майкл Куперберг, который в течение пяти лет выпускал ежегодную «Национальную оценку климата» от имениНационального управления океанических и атмосферных исследований (NOAA), был понижен в должности 9 ноября и вернулся на свою прежнюю должность в Министерстве энергетики.
Нил Чаттерджи был снят с поста председателя Федеральной комиссии по регулированию энергетики.

### Судебные иски

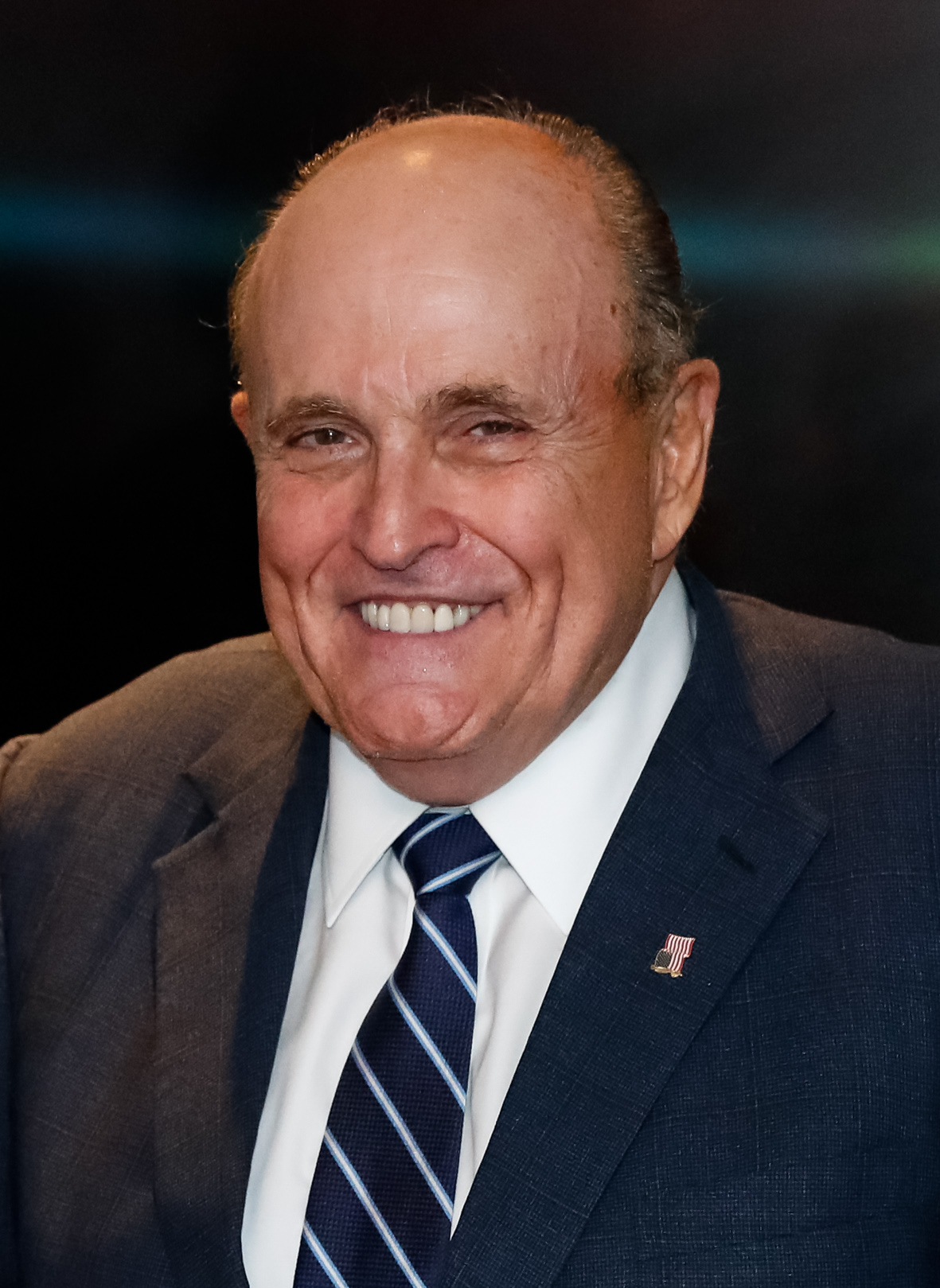
Руди Джулиани был главой команды юристов Трампа, которые пытались представить выборы как фальсификацию

После президентских выборов в США в 2020 году команда Дональда Трампа подала ряд исков, оспаривающих избирательные процессы, подсчет голосов и процесс подтверждения голосований в нескольких штатах. Штаты эти включали Аризону, Джорджию, Мичиган, Неваду, Пенсильванию, Техас и Висконсин. Большая часть этих дела была прекращена быстро ввиду отсутствия доказательств нарушений процедур голосования. Юристы и другие наблюдатели отмечали, что иски вряд ли повлияют на исход выборов. К 19 ноября более двух десятков судебных исков, поданных со дня выборов, были отклонены.

### Давление на членов избирательной комиссии Мичигана
17 ноября избирательная комиссия в округе Уэйн, штате Мичиган, состоящая из четырёх человек, единогласно проголосовала за подтверждение результатов выборов. Однако, двум республиканцам из комиссии позвонил Трамп, после чего они отозвали свои голоса за подтверждение, подписав письменные показания под присягой на следующий день, в которых говорилось. Оба отрицали, что звонок Трампа повлиял на изменение их решения.
Далее, Трамп пригласил несколько чиновников Республиканской партии власти штата Мичигана посетить Вашингтон. Они были сфотографированы в вестибюле Башни Трампа, где они пили дорогое шампанское без масок. После встречи они опубликовали совместное заявление, в котором говорилось, что будут «следовать закону» и не будут пытаться вмешиваться в отбор выборщиков. Один из чиновников высказал возможность конституционного кризиса в Мичигане. Другой предложил отложить сертификацию. Однако, ни один из них не предпринял никаких конкретных действий, чтобы аннулировать победу Байдена в штате. 21 ноября председатель Республиканского национального комитета Ронна Макдэниел и председатель Республиканской партии Мичигана Лора Кокс публично призвали избирательную комиссию штата Мичиган отложить подтверждение результатов выборов, но уже 23 ноября результаты выборов были утверждены.

### Давление на секретаря Джорджии
На президентских выборах в США в 2020 году в Джорджии Байден опередил Трампа примерно на 14000 голосов. Из-за небольшого перевеса, был запущен механизм пересчета. 13 ноября 2020 года во время пересчета сенатор-республиканец Линдси Грэм из Южной Каролины позвонила секретарю Джорджии Брэду Раффенспергеру, тоже республиканцу, чтобы обсудить подсчет голосов в Джорджии. Грэм предложил Раффенспергеру дисквалифицировать всех избирателей голосовавших по почте (а по почти чаще голосовали демократы) в округах, в которых было больше ошибок в подписях.
Раффенспергер расценил слова Грэма как давление с целью отменить законно поданные бюллетени. Грэм признал, что звонил Раффенспергеру, но отрицал попытку оказать давление.

### Пересчет голосов в Висконсине
Избирательный штаб Трампа потребовал пересчета голосов в округах Милуоки и Дейн в штате Висконсин. 20 ноября 2020 года представители избирательной комиссии Висконсина сообщили, что наблюдатели от предвыборного штаба Трампа пытались помешать пересчету. По их словам, наблюдатели постоянно прерывали подсчет голосов вопросами и комментариями. Завершенный к 29 ноября пересчет голосов увеличил преимущество Байдена на 87 голосов.

## Декабрь 2020

### Дальнейшие попытки оказать давление на чиновников
5 декабря Трамп позвонил губернатору Джорджии от Республиканской партии Брайану Кемпу. Во время звонка Трамп призвал губернатора созвать специальную сессию законодательного собрания штата, которая бы отменила результаты выборов в штате и назначила выборщиков. С аналогичным предложением Трамп позвонил спикеру палаты представителей от Пенсильвании, а также, приглашал в Белый дом республиканских чиновников штата Мичиган для обсуждения результатов выборов в этом штате. Контакты с Джорджией и Пенсильванией были установлены после того, как победы Байдена были подтверждены в этих штатах. Победа Байдена в Мичигане была подтверждена через три дня после встречи Трампа с чиновниками в Белом доме.
После того, как Джорджия дважды пересчитала голоса и дважды заверила их результаты, радикальные сторонники Трампа секретарю штата от республиканцев Брэду Раффенспергеру стали угрожать. Члены его партии, включая два сенатора штата, настаивали на уходе Раффенспергера в отставку. 23 декабря Трамп позвонил начальнику отдела расследований в его госсекретаря Джорджии, который в то время расследовал обвинения в мошенничестве с бюллетенями по почте, и настоял на том, чтобы чиновник выявил «мошенничество». Генеральный прокурор Техаса Кен Пакстон подал в суд на штат и ещё троих, прося Верховный суд США признать недействительными результаты голосования штатов, утверждая, что они нарушили Конституцию, сославшись на целый ряд жалоб, которые уже были отклонены другими судами. Трамп и семнадцать генеральных прокуроров штатов-республиканцев подали ходатайства в поддержку этого дела. В день подачи иска Трамп предупредил генерального прокурора Джорджии Криса Карра, чтобы тот не призывал других республиканских чиновников выступать против иска.

### Ходатайства в Верховный суд США
До и после выборов Трамп сказал, что ожидает, что исход будет решаться Верховным судом, где судьи назначенные республиканцами имели большинство в 6 к 3, причем трое судей были назначены Трампом.
21 ноября группа республиканских чиновников в Пенсильвании обратилась в Верховный суд США с апелляцией на решение суда штата. Республиканцы просили аннулировать отправленные по почте бюллетени. Верховный суд отклонил запрос в одном предложении. К моменту решения Верховного суда результаты выборов в Пенсильвании были подтверждены в пользу Байдена.
8 декабря 2020 года генеральный прокурор Техаса Кен Пакстон подал в суд на штаты Джорджия, Мичиган, Висконсин и Пенсильвания, где результаты показали победу Джо Байдена. Пакстон заявил о различных нарушении Конституции во время президентских выборов. Аргументы, которые он предоставил, уже были отклонено другими судами. Семнадцать генеральных прокуроров штатов-республиканцев и 126 республиканских членов Палаты представителей подписались в поддержку дела. Однако, Верховный суд заявил, что не будет рассматривать дело, так как обвинения генерального прокурора Техаса «не имели правоспособности».

### Рассмотрение вопроса о введении военного положения
После того, как юридические усилия Трампа и его доверенных лиц потерпели неудачу в судах штатов и Верховном суде, Трамп отверг сообщения об обсуждении военного положения, назвав "фейковыми новостями", но осталось неясным, поддерживал ли он эту идею. Некоторые союзники Трампа, включая Майкла Флинна, Сидни Пауэлл и Люциана Линкольна Вуда-младшего, предложили Трампу приостановить действие Конституции, объяв военное положение. Однако, большая часть его сторонников ужаснулись такой мысли.  18 декабря Трамп провел встречу в Овальном кабинете с адвокатом Руди Джулиани, главой администрации Марком Медоузом, советниками Белого дома Чиполлоне, Пауэллом и Флинном. По совету Джулиани Трамп отклонил рекомендацию Флинна и Пауэлл поручить Пентагону конфисковать машины для голосования, а Генеральный прокурор Уильям Пелхэм Барр категорически отверг предложение президента о том, чтобы это сделало Министерство юстиции. Сообщается, что Флинн обсуждал свою идею объявить военное положение, хотя другие также сопротивлялись этой идее. Мнение же Трампа по этому поводу было неясным.
Попытка Трампа ввести военное положение для аннулирования результатов выборов была бы незаконной и неконституционной. В декабре 2020 года правоведы Финкельштейн и Пейнтер объясили, что любой план включающий введение военного положения для отмены выборов будет преследоваться как мятеж. Любым военные офицеры или военнослужащие будут обязаны игнорировать приказы как такой незаконные.

### Поддельные выборщики
Попытки обнаружить значительные фальсификации результатов выборов не принесли результатов. Суды отклонили поданные командой юристов Трампа иски. По этой причине, сторонники отмены результатов выборов сконцентрировали внимание на вице-президенте Майке Пенсе. Двенадцатая поправка к Конституции США требует, чтобы председатель Сената, которым на тот момент был Пенс, контролировал подсчет избирательных бюллетеней на совместном заседании Конгресса. Команда юристов Трампа разработала несколько гипотез о том, как Пенс может действовать, чтобы способствовать отмене результатов выборов.
В семи штатах, несмотря на официальную сертификацию списков выборщиков, по совету юристов Трампа и с его активным участием были составлены «альтернативные» списки, члены которых отдавали свои голоса Трампу, несмотря на результаты голосования. Предполагалось, что если обвинения в фальсификациях выборов подтвердятся, то штаты выберут их вместо прежних. Когда этот этап плана провалился, фокус сместился на маргинальную теорию, противоречащую Закону о подсчёте голосов, согласно которой вице-президент может самостоятельно выбрать, какой из списков выборщиков настоящий, перенести заседание парламента, чтобы за это время «нашлись» голоса за Трампа, либо вынести решение о том, кто одержал победу, на голосование Палаты представителей. 

#### «Карта Пенса»
Начиная с конца декабря, в сообществах социальных сетей, поддерживающих Трампа, распространились ложные юридические гипотезы. Они предполагали, что вице-президент Пенс может разыграть так называемую «карту Пенса», то есть, юридическую лазейку, которая позволит ему в качестве председателя Сената отвергнуть голоса выборщиков за Байдена. Эти гипотезы исходили из неправильного прочтения закона, который предписывает вице-президенту запросить сертификаты голосования выборщиков из любого штата, если те не были отправлены на четвертую среду декабря. Согласно гипотезам сторонников Трампа, это давало Пенсу одностороннее право заявить, что государственные сертификаты от оспариваемых штатов на самом деле не были получены и что должны быть выданы новые сертификаты в поддержку Трампа. На такой интерпретации закона настаивали юрист Иван Раиклин, а также, лично Трамп.
Чтобы предотвратить неправильное прочтение закона, в январе 2022 года Конгресс провел слушания о поправках в Закон о подсчете голосов на выборах 1887 года, чтобы прояснить, что вице-президент не имеет права отменять результаты выборов. Трамп в ответ на слушания опубликовал заявление, где продолжал настаивать на том, что Пенс действительно обладал такими полномочиями отменить выборы, но не воспользовался ими. Несколько дней спустя Пенс ответил, обращаясь к Обществу федералистов: «Президент Трамп неправ... По Конституции я не имел права изменить исход наших выборов».

## Январь 2021

### Иск Гомерта против Пенса
27 декабря 2020 года республиканский представитель Техаса Луи Гомерт подали иск в Окружной суд США Восточного округа Техаса против вице-президента Майка Пенса, стремясь заставить его изменить исход выборов. Гомерт утверждал, что Закон о подсчете голосов на выборах 1887 года был неконституционным, поэтому Конституция предоставила вице-президенту Пенсу право решать результаты выборов единолично. Министерством юстиции предложило закрыть дело. Министерство юстиции также утверждало, как юридическое противоречие. Юристы Конгресса также поддержали позицию Пенса.
1 января 2021 года окружной судья США Джереми Кернодл отклонил иск. При рассмотрении апелляции на следующий день Апелляционный суд пятого округа США отклонил апелляцию Гомерта единогласным решением коллегии из трех судей.

### Усиление давления на Пенса
1 января помощник Трампа Джон МакЭнти направил начальнику штаба Пенса Марку Шорту служебную записку под названием «Джефферсон использовал свое положение вице-президента для победы», предполагая, что Пенс может использовать свое служебное положение, чтобы отменить результаты выборов.
2 января в своем выступлении на телевидении помощник Трампа Питер Наварро озвучил опровергнутую юридическую гипотезу о том, что Пенс имеет право откладывать подтверждение результатов выборов и требовать проверки результатов выборов в штатах.

### Захват Капитолия

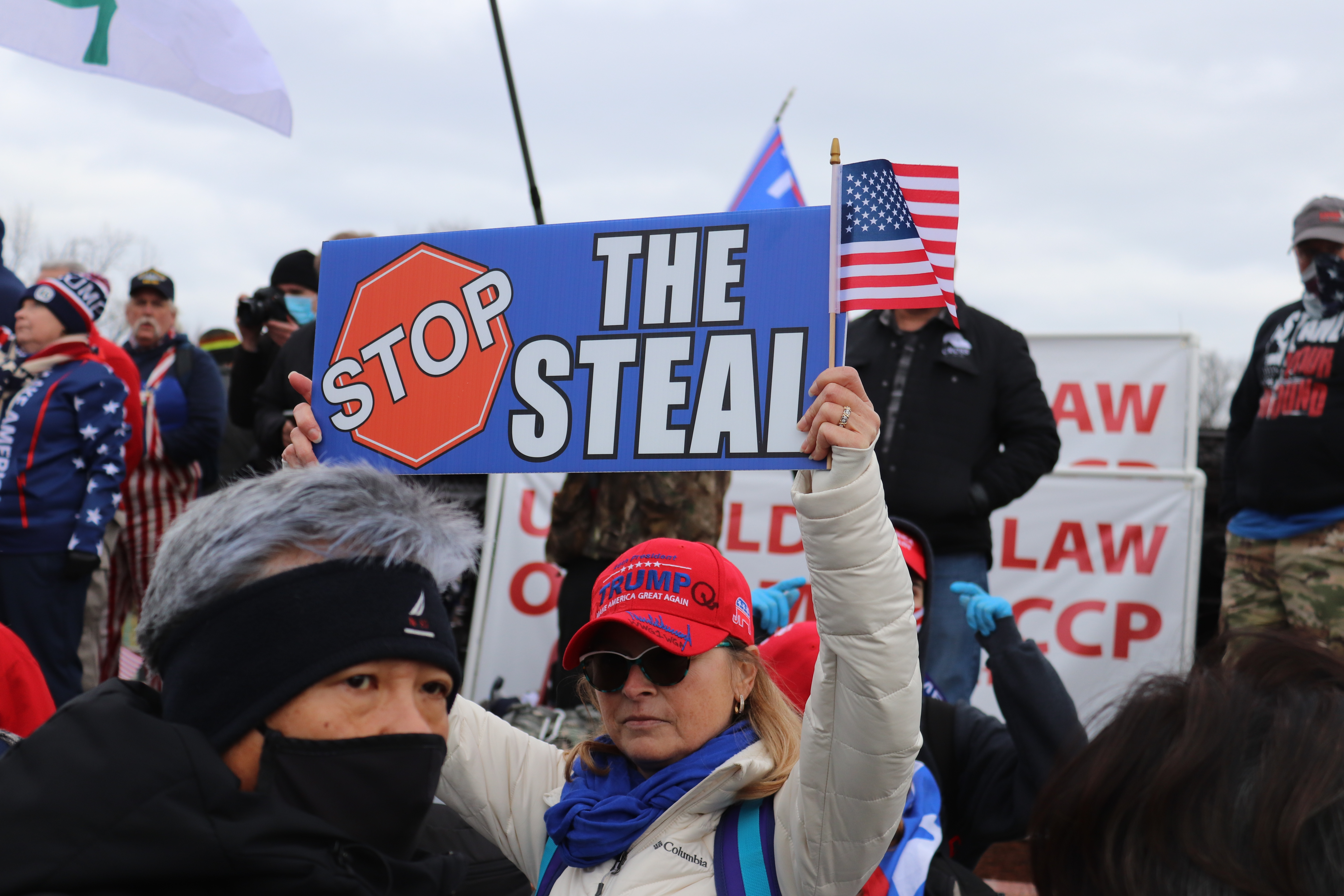
Протестующие на территории Капитолия, 6 января 2021 г.

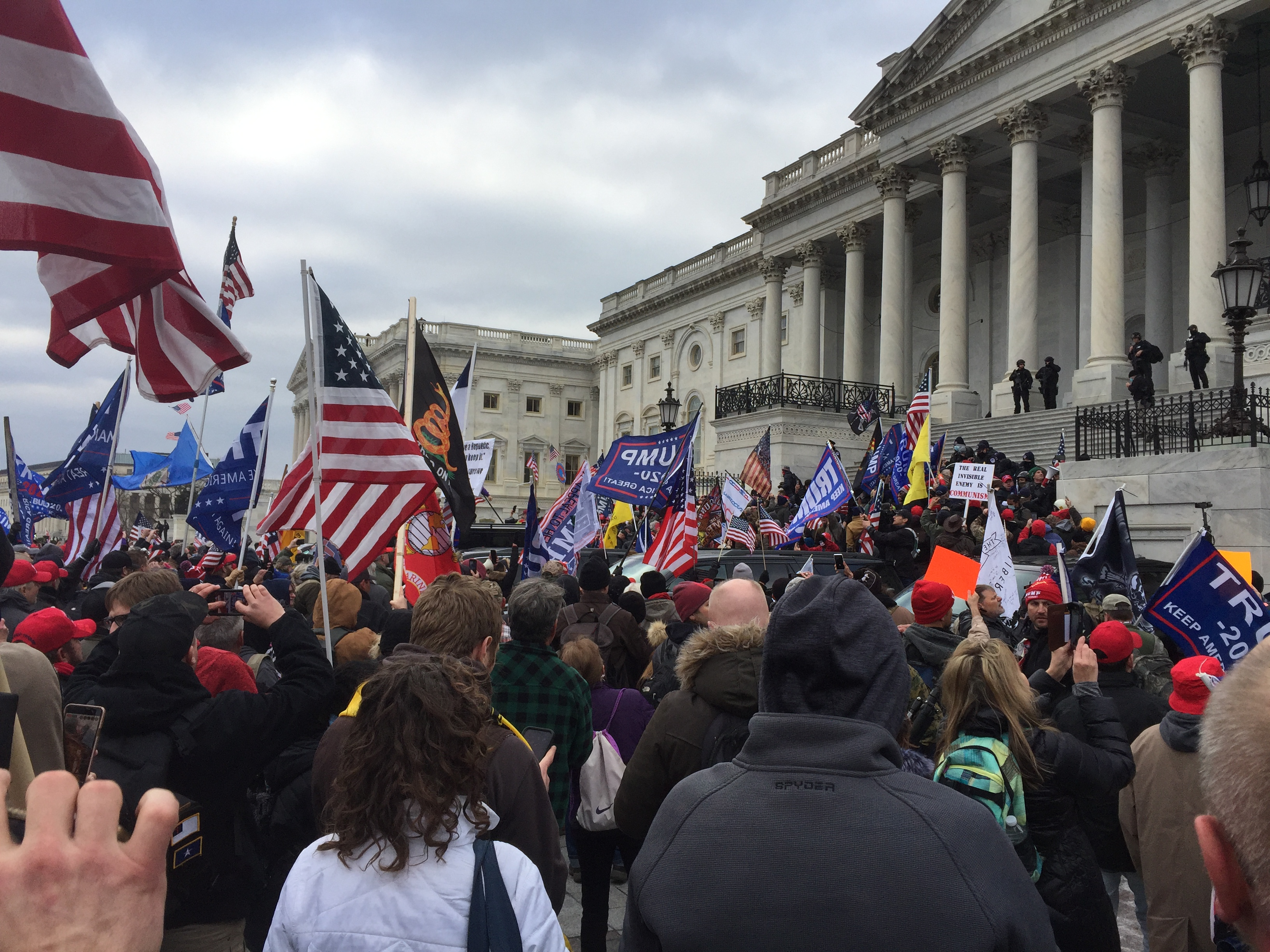
Сторонники Трампа штурмуют Капитолий

Начиная с декабря, Трамп призывал своих сторонников к протестам в Вашингтоне 6 января, когда Джо Байден должен был быть объявлен победителем выборы официально. Несколько групп сторонников Трампа устроили в тот день митинги в Вашингтоне. Это были «Женщины за Америку прежде всего», Коалиция восьмидесяти процентов и «Безмолвное большинство» (группа, организованная активистом право-консервативного толка из Южной Каролины). Возглавляли их Джордж Пападопулос и Роджер Стоун. В дополнение к официально организованным мероприятиям Proud Boys, другие крайне правые группы и сторонники превосходства белой расы пообещали напасть на Вашингтон 6 января, пригрозив насилием и пообещав носить оружие. Лидер группировки Proud Boys Энрике Таррио сказал, что его последователи инкогнито рассредоточатся по центру округа Колумбия небольшими группами. 4 января Таррио был арестован окружной полицией по обвинению в подстрекательстве к мятежу.
Пока шёл процесс подтверждения голосования, Трамп выступил с речью, призывающей своих сторонников пройти маршем к Капитолию. Многие из них это сделали, после чего они присоединились к другим протестующим, уже собравшимся в этом районе. Далее, протестующие приступили к штурму Капитолия, в конечном итоге проникнув в зал Сената, а также офисы. Заседания Конгресса были приостановлены. Законодатели были доставлены в безопасные места, а Майк Пенс и Нэнси Пелоси были эвакуированы. Протестующие проникли в зал Сената. Одна женщина была застрелена полицией Капитолия внутри здания Капитолия после того, как она попыталась пролезть через сломанную дверь в вестибюль спикера, ведущую в зал Палаты представителей. Стрелявший в неё офицер был отправлен в административный отпуск на время расследования, но в конечном итоге обвинения с него были сняты. Ещё один участник штурма умер от передозировки наркотиков, трое скончались от естественных причин. На следующий день от инсульта скончался офицер полиции Капитолия.
Трамп написал в Твиттере: «Майку Пенсу не хватило смелости сделать то, что должно было быть сделано для защиты нашей страны и нашей Конституции». Чтобы не допустить расправы над ним, Пенс был эвакуирован из зала Сената в подвальное помещение. Секретная служба США подготовилась к эвакуации Пенса на военную базу Эндрюс. Пенса доставили до бронированного лимузина, но тот отказался ехать, оставшись в Капитолии и подтвердив результаты выборов поздно ночью.

## Дальнейшие события

### Аудит выборов
Предполагая фальсификации, в 2021 году республиканцы инициировали или предложили проверки в нескольких штатах.

#### Аризона
31 марта 2021 года республиканская фракция в Аризоне наняла четыре аудиторской фирмы для проведения аудита президентских бюллетеней в округе Марикопа. Председатель Сената Аризоны Карен Фанн подчеркнула, что аудит не был направлен на отмену результатов выборов в штате, так как Конституция не предусматривает механизмов отменить результаты уже состоявшихся выборов.
24 сентября аудиторы опубликовали отчет, не обнаруживший доказательств фальсификации. Пересчет бюллетеней же, напротив, увеличил отставание Трампа от Байдена на 360 голосов. После проверки губернатор Аризоны Дуг Дьюси отклонял любые призывы к отмене результатов выборов в штате.

#### Джорджия
Организация VoterGA подала иск с требованием изучить как можно тщательнее 150 000 бюллетеней из округа Фултон, которые, как утверждала организация, могли быть поддельными. После первоначального рассмотрения иска судьей в мае 2021 года, он был в конечном счете отклонен, поскольку истцы «не смогли сослаться на конкретную нарушение».
Трамп утверждал, что в Джорджии проголосовало 5000 мертвых людей. Однако, утверждение было опровергнуто проверкой, проведенной Избирательной комиссией штата в декабре 2021 года. Она показала, четыре человека действительно умерли после регистрации на выборы, но их родственники отправили по почте открепительные удостоверения.

#### Айдахо
В сентябре 2021 года округ Боннер в штате Айдахо объявил, что проведет пересчет голосов в рамках аудита, в ответ на утверждение конспиролога Майка Линделла о том, что избирательные участки всех 44 округов Айдахо были взломаны хакерами. Линделл предоставил список IP-адресов, с которых якобы хакеры взламывали машины для голосования. Секретарь округа Майк Роуздейл заявил, что все окружные электронные электронные машины для голосования изолированы от Интернета, а в семи округах Айдахо голосования проходит только с помощью бумажных бюллетеней. Линделл утверждал, что хакеры применили особую формулу для переброски голосов от Трампа к Байдену. Роуздейл сказал, что Линделл не связывался с его офисом, прежде чем представить свои обвинения. Трамп выиграл округ Боннер с 67,2 % голосов и Айдахо с 63,9 % на выборах 2020 года. Пересчет голосов в округе Боннер и ещё двух других округах подтвердили точность изначального подсчета.

#### Техас
Генеральная прокуратура Техаса, возглавляемая ярым сторонником Трампа Кеном Пакстоном, потратила более 22 000 человеко-часов на расследование возможных фальсификаций при голосовании в 2020 году. В ходе расследования было выявлено и привлечено к ответственности шестнадцать случаев ложных адресов в регистрационных формах из 17 миллионов зарегистрированных избирателей в штате. Это вдвое меньше случаев, чем было выявлено двумя годами ранее. Всё расследование 2021 года привело лишь к трем уголовным делам в штате.
В сентябре 2021 году Трамп написал губернатору Техаса Грегу Эбботту с требованием провести аудит результатов выборов в штате. Канцелярия секретаря штата Техас объявила, что проверки начались в четырёх крупных округах. Трамп хоть выиграл и в Техасе, набрав 52,1 % голосов, сделал это с незначительным отрывом. Байден и техасец Линдон Джонсон были единственными демократами, выигравшими округ Таррант с 1952 года; Трамп выиграл округ с преимуществом в девять очков в 2016 году.
Аудит проводил секретарь штата Джон Скотт, которого Эбботт назначила в октябре 2021 года. Он опубликовал предварительные результаты проверок в декабре 2021 года. Проверка выявила несколько проблем, в том числе 17 голосов, поданных умершими избирателями, и 60 дублирующихся голосов из 3,9 миллиона поданных бюллетеней. Однако, изменений касательно итогов голосования незначительные нарушения не вызвали.

#### Висконсин
Трамп и его союзники подали несколько исков, оспаривающих результаты выборов в Висконсине, но проиграли все. Республиканцы штата инициировали несколько видов расследований, начиная с февраля 2021 года. В том же месяце законодательный орган штата, в котором большая часть была республиканской, проголосовал за то, чтобы поручить аудиторскому бюро провести проверку некоторых избирательных процедур.
22 октября 2021 года аудиторское бюро опубликовало результаты аудита. В выводах сообщалось, что не было никаких доказательств масштабных фальсификаций на выборах. Сенатор штата Кэти Бернье заявила, что проверка опровергла заявления о «попытках фальсификации голосования».

### Попытки реформировать избирательное законодательство
Конфликт вокруг выборов 2020 года привел к том, что начали звучать призывы реформировать федеральное законодательство о выборах. 3 марта 2019 года Gалата представителей, возглавляемая демократами, одобрила Закон For the People Act, ограничивающий влияние денег на политику и практику джерримендеринга, но лидер большинства в Сенате Митч МакКоннелл заблокировал его рассмотрение в Сенате.
Более скромный Закон о реформе подсчета голосов на выборах и переходе к президентской власти. а также, Закон о расширенной безопасности и защите выборов были приняты 20 июля 2022 года.

### Поиск статистических аномалий
После выборов были сделаны многочисленные заявления о том, что в результатах выборов могут быть обнаружены серьёзные статистические аномалии, предполагающие фальсификацию выборов.
Согласно газете Washington Post, вскоре после выборов предвыборная кампания Трампа заплатила исследователям из консалтинговой фирмы Berkeley Research Group за изучение широкого круга показателей, которые могли бы свидетельствовать о том, что выборы были сфальсифицированы. Анализ не выявил существенных нарушений, помимо тех, которые могут обнаружиться на любых выборах, и никак не влияют на исход выборов. Выводы фирмы не были обнародованы, но Министерство юстиции получило исходные данные. В апреле 2023 года предвыборный штаб Трампа нанял вторую фирму Simpatico Software Systems. Компания представила отчет в конце 2020 года, также не обнаружив никаких доказательств мошенничества. Основатель компании был вызван в суд в начале 2023 года для дачи показаний по расследованию причастности Трампа к Захвату Капитолия.

## Комментарии
1. ↑  This would require a law passed by Congress to delay the vote and a constitutional amendment to change the term of office. Congress had no interest in taking either action at the time.Ошибка: некорректно задана дата установки (исправьте через подстановку шаблона)
2. ↑  Trump's Assistant Secretary of Defense for International Security Affairs nominee Scott O'Grady and Virginia State Senator Amanda Chase, a candidate in Virginia's 2021 gubernatorial election, promoted debunked conspiracy claims and called for Trump to institute martial law.[115][116][117] North Carolina State Senator Bob Steinburg similarly promoted false claims of a "stolen" election and suggested that Trump should declare a national emergency, invoke the Insurrection Act of 1807, and suspend civil liberties and habeas corpus.[118]